# Термити
Термити су ред инсеката. Називају их још и „белим мравима“, мада нису слични мравима осим по томе што су социјални инсекти. У ствари, сроднији су пролетњацима и бубашвабама.

## Станиште
Термити су социјални инсекти који живе у великим заједницама. Такође су и полиморфни - постоје полне јединке и оне које нису репродуктивне, радници и војници. Живе у земљишту или у дрвету, без обзира да ли је у питању суво дрво или дрвена грађа, па могу да изазову знатну штету. Насељавају суптропске и тропске крајеве, али их има и у подручјима са умереном климом.

## Изглед
Ово су ситни инсекти чија је боја тела углавном прљавобела. Глава је прогнатна, ређе хипогнатна и различитог облика на којој се налазе сложене очи, мада некада могу бити и редуковане или да одсуствују. Уколико постоје просте очи, онда их је највише два. Усни апарат је прилагођен за грицкање, код војника неких врста вилице су асиметричне и дуге. Пипци су низасти или кончасти, а могу бити различитих дужина. Груди су обично мале, предње груди су обично уже од главе и слободне, а пронотум је раван и варијабилног облика. Друга два грудна сегмента су веће ширине него дужине. Кратке и снажне ноге имају четворочлана или петочлана стопала. Иако се сматра да термити немају крила, репродуктивне јединке их имају, али их после размножавања одгризу. Два пара крила су по величини готово једнака, мембранозна и са мрежастом нерватуром. Крила се кидају по тзв. „шаву слабости“, односно базалном или хумералном шаву. Абдомен је код репродуктивних женки највећи део тела, а иначе је мекан и сачињен од десет чланака. Церци могу бити једно- или двочлани, са длачицама или без њих. Преображај је непотпун.

## Начин живота
Колонија термита је подељена на тзв. касте које чине један пар репродуктивних јединки (краљица и краљ) и њихово потомство, ларве и незреле јединке, радници и ратници. Колонија се заснива тако што настају полне зреле јединке са крилима које се роје. Захваљујући томе што се крилати облици из неколико колонија роје у исто време, могуће је укрштање јединки између колонија. Ројеви су чест плен најчешће птица, али и других животиња, међутим, пар који преживи, спушта се на земљу и ту копа рупу. Тада ће се парити и женка пролази кроз низ промена, од којих је најупечатљивија раст абдомена. Током једне године она може да снесе и до милион јаја. Прве јединке које се излегу су радници и о њима воде рачуна краљица и краљ, а касније потомство преузима бригу о новим ларвама, као и о тада већ беспомоћној краљици. Она је смештена у „брачној соби“ заједно са краљем који остаје уз њу током целог живота, а животни век им може бити и више од петнаест година. Радници и војници могу бити женке или мужјаци. Они немају крила ни очи. Радници имају низ задужења, као што су брига о потомству и сакупљање хране. Војници су крупнији и они штите гнездо. Неке врсте против непријатеља користе лепљиву течност коју производе.

## Гнезда
Гнездо праве од земље коју цементирају пљувачком. Копајући земљу, они је чине растреситом и обогаћују је, попут кишне глисте. Ипак, често односе и потребне органске супстанце из тла, чиме га осиромашују. Гнезда се састоје из надземног дела, који може бити висок и четири, а у пречнику да има три метра и подземног дела.

## Исхрана
Већина врста су биљоједи. Најчешће једу мртво дрво које радници прво проваре. У подземним просторијама гнезда неких врста, одгајају и гљиве које користе у исхрани.

## Таксономија и еволуција
Термити су раније били груписани у ред Isoptera. Још је 1934. предложено да су они сроднији са бубашваба које једу дрво (род Cryptocercus на бази сличности њиховог симбиотичких стомачних флагела. Током 1960-их се појавила додатна евиденција у подршци ове хипотезе кад је Ф. А. Макитрик запазио сличне морфолошке карактеристике измешу појединих термита и Cryptocercus нимфи. Године 2008 ДНК анализа секивенци из 16С рРНК подржала је позицију да су терминти угнеждени у еволуционом стаблу које садржи ред Blattodea, којим су обухваћене бубашвабе. Род бубашваба Cryptocercus има највећу филогенетичку сличност са термитима и сматра се сестринском групом термита. Термити и Cryptocercus имају слична морфолошка и друштвена својства: на пример, бећина бубашваба испољава друштвене карактеристике, али се Cryptocercus старају о својим младима и испољавају друге видове друштвеног понашања као што је трофалакса и дотеривање. Сматра се да су термити проистекли из рода Cryptocercus. Поједини истраживачи су сугерисали конзервативније мере као што је задржавање термита у Termitoidae, једној епифамилији унутар реда бубашваба, чиме се очувава класификација термита на нивоу породице и испод. Дуго је било прихваћено да су термити блиско сродни са бувашвабама и богомољкама, и они су класификовани у истом надреду (Dictyoptera).
Најстарији недвосмислени термитни фосили потичу из ране креде, али имајући у виду разноврсност кредних термита и да рани фосилни записи показују узајамну зависност између микроорганизама и тих инсеката, они вероватно потичу из ранијих периода, јуре или тријаса. Још један доказ јурског порекла је претпоставка да је изумрли Fruitafossor конзумирао термите, судећи по његовој морфолошкој сличности са модерним животињама које се хране термитима. Верује се да је најстарије откривено легло термита из касне креде у Западном Тексасу, где су исто тако откривени најстарији познати фекални пелети. Тврдње да су се термити појавили раније суочиле су се са контроверзама. На пример, Ф. М. Виснер је навео да Mastotermitidae можда иду уназад до касног перма, пре 251 милиона година, и фосилна крила која су слична крилима мастотермитима из Mastotermitidae, најпримитивнијим постојећим термитима, су откривена у пермским слојевима у Канзасу. Могуће је чак и да су се први термити појавили током карбона. Склопљена крила фосила дрвне бубашвабе Pycnoblattina, распоређена у конвексном патерну између сегмената 1а и 2а, подсећају на она која су виђена код Mastotermes, јединих постојећих инсеката са истим патерном. Кришна et al., међутим, сматра да сви палеозоички и тријасни инсекти који су условно класификовани као термити у ствари нису повезани са термитима и да их треба искључити из надреда Isoptera.